# Westbam
WestBam,  właściwie Maximilian Lenz, (ur. 4 marca 1965 w Münsterze) – niemiecki DJ i producent muzyczny. WestBam posiada również wytwórnię płytową Low Spirit Recordings. Był organizatorem popularnych w całej Europie festiwali Mayday. Oprócz publikacji typowo muzycznych jest również autorem książek.

## Życiorys
Jego kariera jako DJ-a zaczęła się w 1983 roku, gdy stawiał swoje pierwsze kroki w klubie Odeon. Przełomowy w karierze nastąpił w 1984 roku, w którym to przeniósł się do Berlina, gdzie grał w wielu klubach, między innymi w działającym do dzisiaj klubie Metropol. Tam również zapoczątkował własny, nowatorski jak na tamte czasy styl miksowania z płyt winylowych, który to przyniósł mu uznanie.
W połowie lat osiemdziesiątych wydał wspólnie ze swoim wieloletnim przyjacielem Klausem Jankuhnem pierwszą w swojej karierze płytkę 12-calową, czyli popularnego winyla. Zatytułowana była 17 – This is not a Boris Becker song. Był to pierwszy w historii numer składający się z samplowanej innej piosenki. Rok 1989 okazał się owocny. Światło dzienne ujrzał pierwszy ogólnodostępny album jego autorstwa: The Cabinet. Była to pierwsza płyta na niemieckim, a także europejskim rynku wydana przez DJ-a. Jedną z głównych pozycji na tym albumie był numer The Roof Is On Fire, który wypromował Westbama i jego wytwórnię. Od tej pory jego kariera rozwijała się coraz szybciej. W tym samym roku zagrał na pierwszej edycji festiwalu Love Parade na berlińskim Kurfürstendamm.
Do najbardziej lubianych i najczęściej grywanych numerów na dyskotekach należały And Party, Monkey Say Monkey Do, No More Fucking Rock’n’Roll. W 1991 roku pojawił się kolejny album Westbama zatytułowany A Practising Maniac At Work. Podobnie jak The Cabinet stał się hitem.
14 grudnia 1991 za sprawą Westbama odbył się pierwszy festiwal z cyklu Mayday. Westbam wspólnie z Klausem Jankuhnem jako Members of Mayday corocznie organizują takie imprezy i wydają single-hymny do tej imprezy.
W 1994 Westbam wydał kolejny album Bam Bam Bam. Sprzedał się on w samych Niemczech w liczbie 140 000 egzemplarzy. Z niego pochodzą utwory, popularne na listach radiowych: Celebration Generation, tytułowy Bam Bam Bam czy np. Wizards Of Sonic.
W 1995 roku w ramach projektu Members of Mayday wydał płytę Members Only.Z okazji dziesięciolecia istnienia wytwórni Low Spirit Record wydał The Age Of The DJ Mixer – 10 Years Of Low Spirit, na którym można było znaleźć aż 10 dzieł Westbama.
Największą sławę i rozgłos dla Westbama przyniósł rok 1996. Wiązało się to z ukazaniem się na rynku nowego singla Terminator. W tym samym roku ukazał się singel Born to Bang. Oba utwory prezentowały zupełnie nowy rodzaj muzyki techno. Od 1997 roku Westbam wspólnie z Dr. Motte, co rok analogicznie jak do Mayday Festiwal, wydają single-hymny na kolejną imprezę Love Parade. W 1997 ukazała się książka autorstwa Westbama: Mix, Cuts and Scratches. Pod koniec tego roku Westbam wydał singel Hard Times, poprzedzający nowy album We’ll Never Stop Living This Way. W 1998 roku pojawił się następny singel Crash Course. Rok 1999 to kolejne dwa: Beatbox Rocker oraz Do The Rambo. W 2000 roku, okrzykniętym w kulturze techno rokiem miłości, wydał kompozycje w nowym nurcie, zatytułowaną Love Bass. Następne produkcje ukazały się dopiero w 2002 roku. Były to Oldschool Baby z Neną i nowy album Right On.
W 2005 ukazał się album Do You Believe In The Westworld z promującym go singlem Bang The Loop.